# Plusiophaes bipuncta
Plusiophaes bipuncta är en fjärilsart som beskrevs av George Francis Hampson 1902. Plusiophaes bipuncta ingår i släktet Plusiophaes och familjen nattflyn. Inga underarter finns listade i Catalogue of Life.